# Матвеевская (Тарногский район)
Матвеевская — деревня в Тарногском районе Вологодской области.
Входит в состав Тарногского сельского поселения, с точки зрения административно-территориального деления — в Шевденицкий сельсовет.
Расстояние до районного центра Тарногского Городка по автодороге — 10 км. Ближайшие населённые пункты — Феофилатовская, Афанасьевская, Подволочная.
По переписи 2002 года население — 28 человек (13 мужчин, 15 женщин). Преобладающая национальность — русские (96 %).